# ГЕС Gǔtiánxī I
ГЕС Gǔtiánxī I (古田溪一级水电站) — гідроелектростанція на сході Китаю у провінції Фуцзянь. Знаходячись перед ГЕС Gǔtiánxī II, становить верхній ступінь каскаду на річці Gutianxi, лівій притоці Міньцзян (впадає до Тайванської протоки у місті Фучжоу).
В межах проекту річку перекрили бетонною греблею висотою 71 метр та довжиною 412 метрів. Разом з допоміжною земляною спорудою висотою 18 метрів та довжиною 110 метрів вона утримує водосховище з площею поверхні 37,7 км2, об’ємом 642 млн м3 та нормальним рівнем поверхні на позначці 382 метра НРМ (під час повені може зростати до 384 метрів НРМ). Мінімальний рівень водойми первісно становив 354 метра НРМ, а після модернізації комплексу у середині 2010-х цей показник був підвищений до 62 метрів НРМ.
У 1955 році на станції запустили два перші гідроагрегати потужністю по 6 МВт, ресурс для яких захоплювали за допомогою тимчасової греблі висотою 6 метрів та довжиною 176 метрів. Після того, як в 1957-1959 роках спорудили зазначену на початку статті бетонну греблю, стали до ладу ще чотири гідроагрегати, що довело потужність станції до 62 МВт (в подальшому була модернізована до показника у 66 МВт). Споруджений у підземному варіанті машинний зал мав розміри 83х13 метрів при висоті 30 метрів. Ресурс до нього подавали через тунель довжиною 1,8 км з діаметром 4,4 метра (відстань по течії річки між греблею та виходом відпрацьованої води становила біля 7 км), що дозволяло створити напір у 95 метрів. В системі також працював вирівнювальний резервуар висотою 80 метрів та діаметром 12 метрів. 
У 2013-2015 роках на заміну старого машинного залу поряд спорудили новий наземний об’єкт, де встановили дві турбіни загальною потужністю 110 МВт.